# Pac-Man World
Pac-Man World (パックマンワールド pakkuman-worudo) blev udgivet på 20-årsdagen for Pac-Mans skabelse. Det er et 3-D-baseret platformspil, udgivet til PlayStation den 30. september 1999. Det blev senere udgivet til Game Boy Advance den 17. november 2004.

## Historie
I spillets historie er Pac-Mans venner og familie, bestående af Ms. Pac-Man, Baby Pac, Pac Jr., Professor Pac, hunden Chomp Chomp og Pooka, er blevet taget til fange af den onde Toc-Man. Toc-Man er en gigantisk robot-efterligning af Pac-Man skabt af Orson, der konstant forsøger at stjæle Pac-Mans identitet. Det er derfor op til Pac-Man, at tage til Ghost Realm for at befrie sine venner, der alle er spæret inde i forskellige verdener.
| computerspil | Spire Denne computerspilsrelaterede artikel er en spire som bør udbygges. Du er velkommen til at hjælpe Wikipedia ved at udvide den. |